# Lijst van Lissabonners
Deze lijst geeft een (incompleet) overzicht van personen die geboren zijn in de Portugese hoofdstad Lissabon. De lijst is gerangschikt naar geboortejaar.

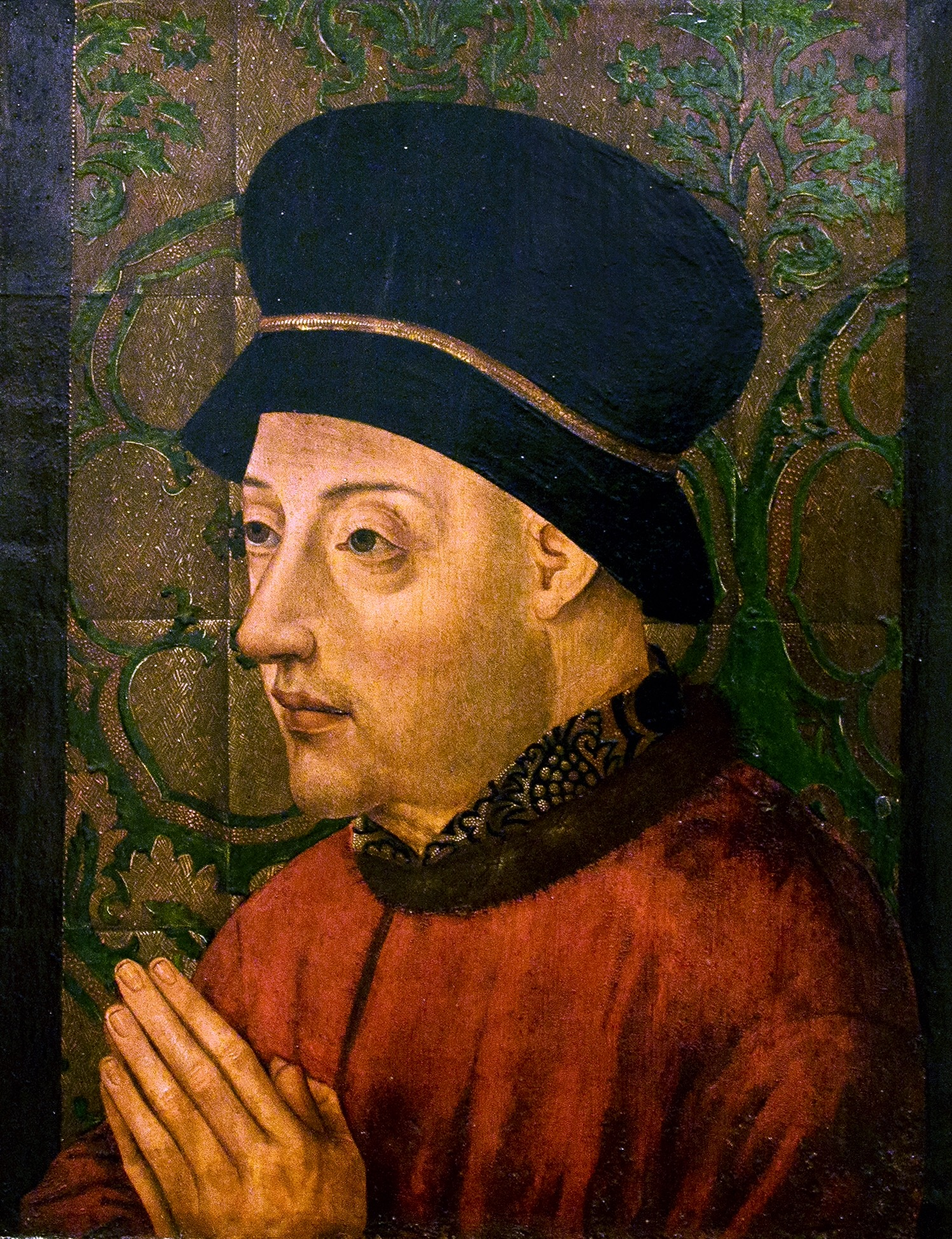
Koning Johan I van Portugal (1357-1433)

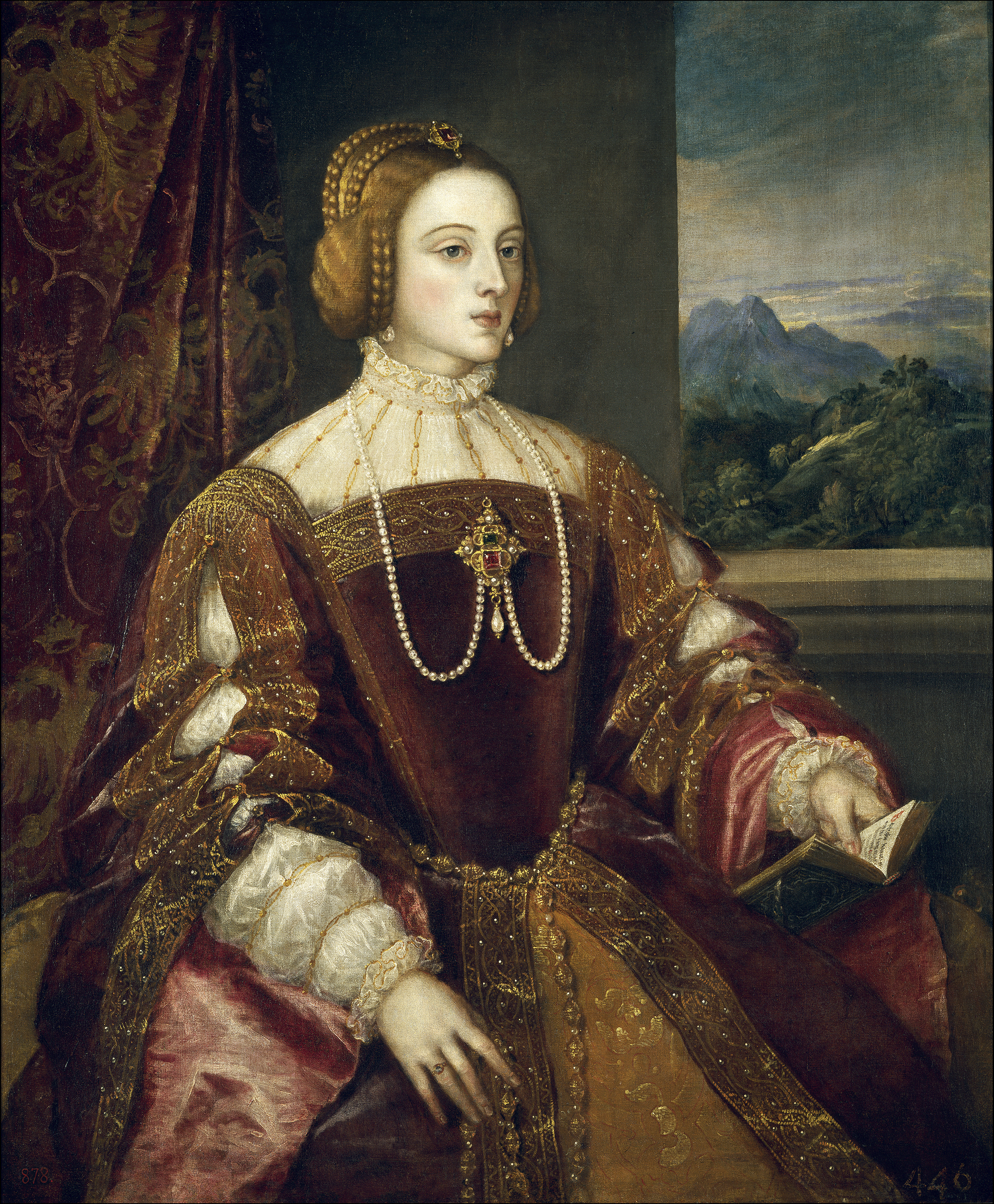
Koningin Isabella van Portugal (1503-1539)

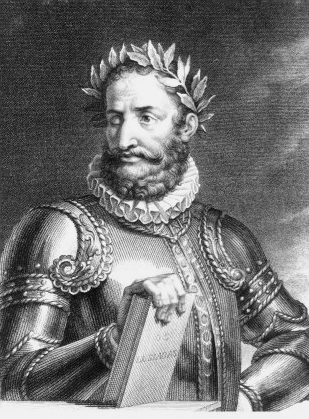
Dichter Luís de Camões (1524-1580)

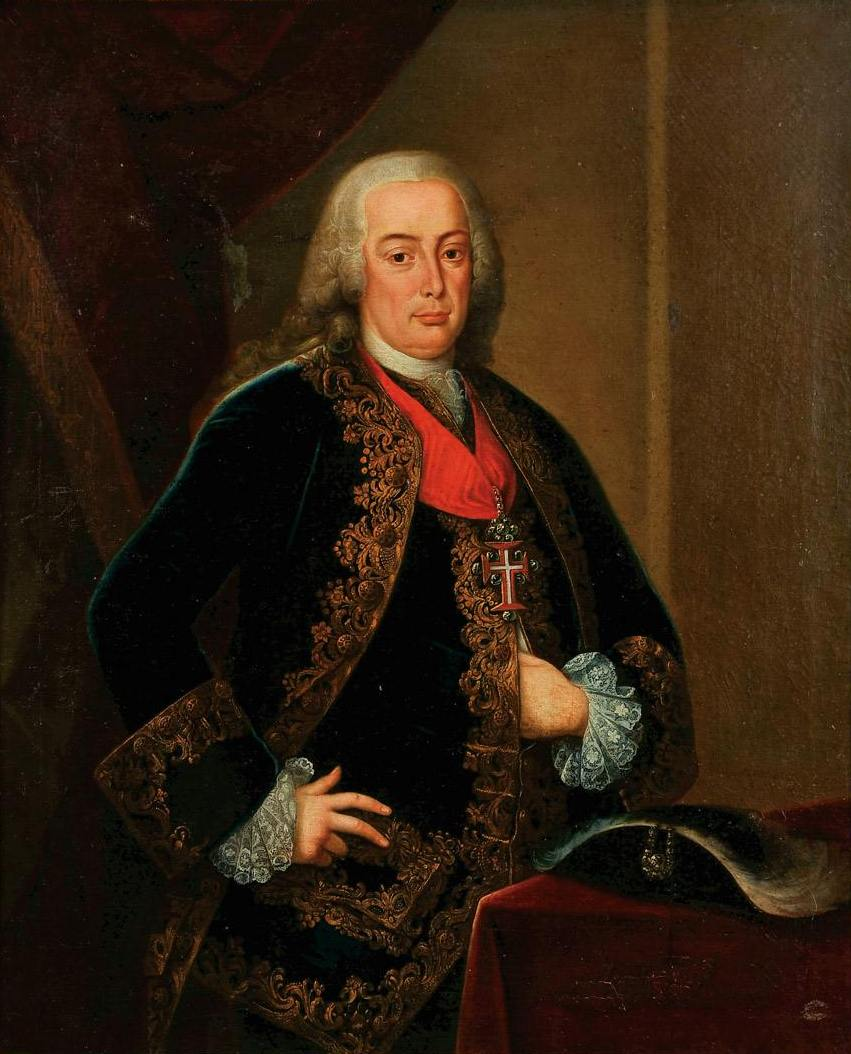
Staatsman Sebastião de Melo (1699-1782)

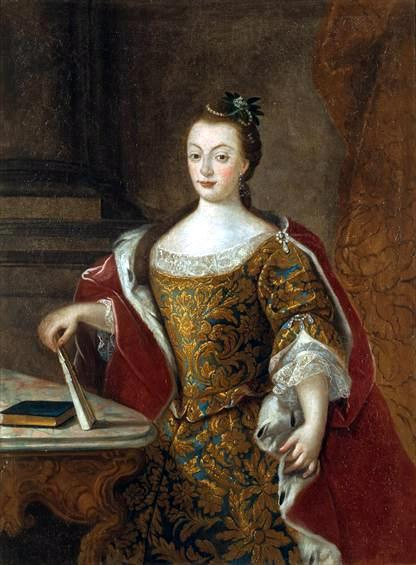
Koningin Maria I van Portugal (1734-1816)

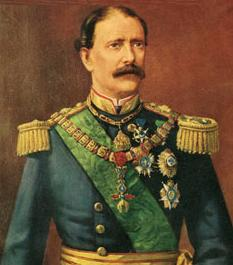
Militair en politicus António Maria de Fontes Pereira de Melo (1819-1887)

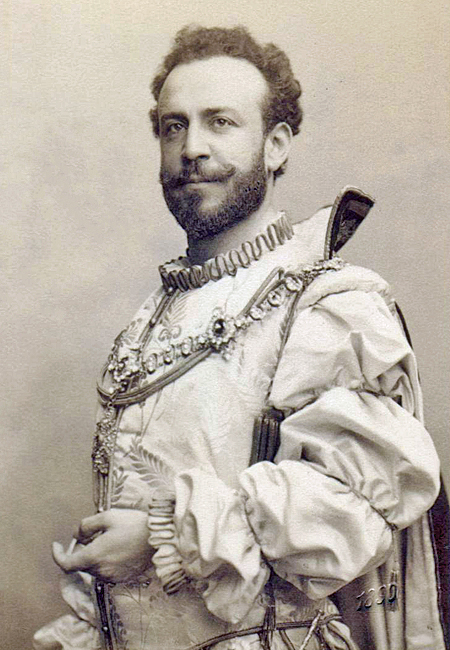
Operazanger Francisco d'Andrade (1859-1921)

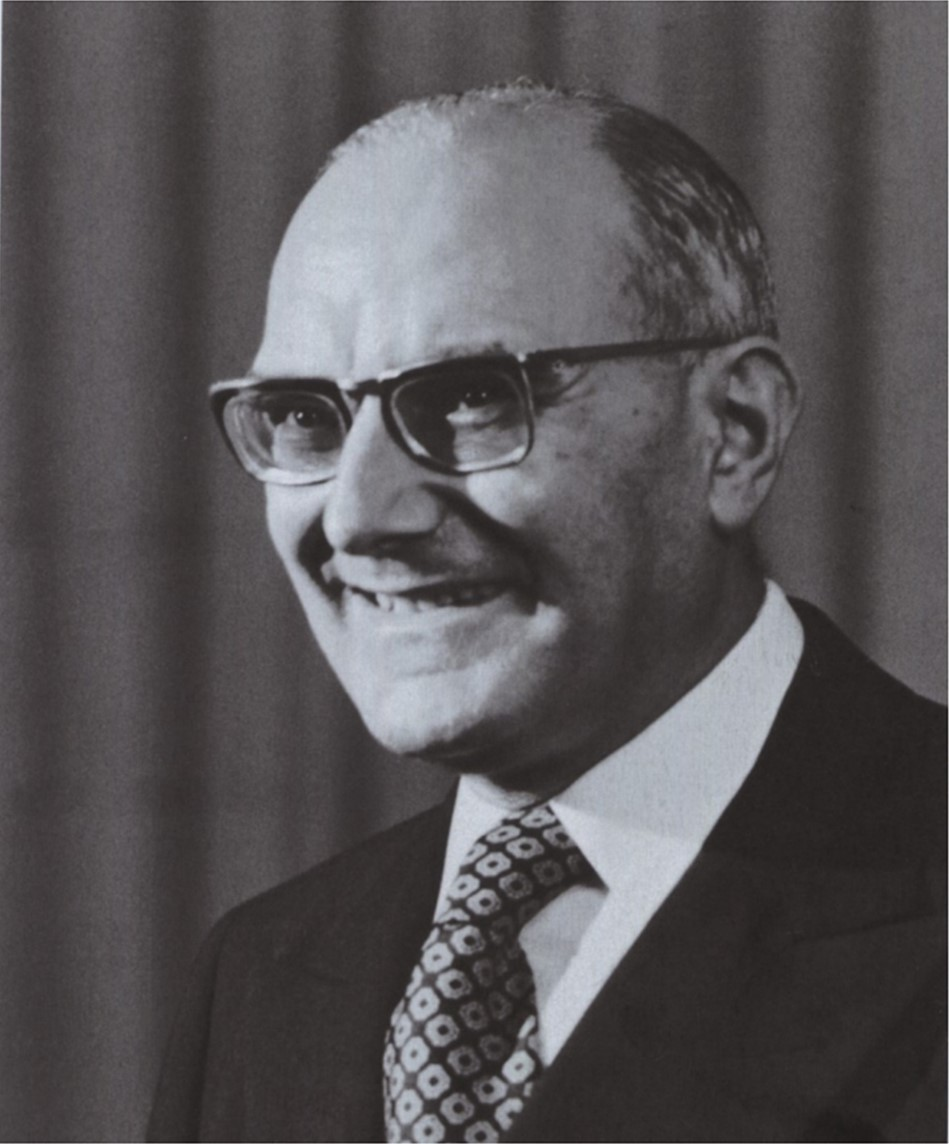
Politicus Marcello Caetano (1906-1980)

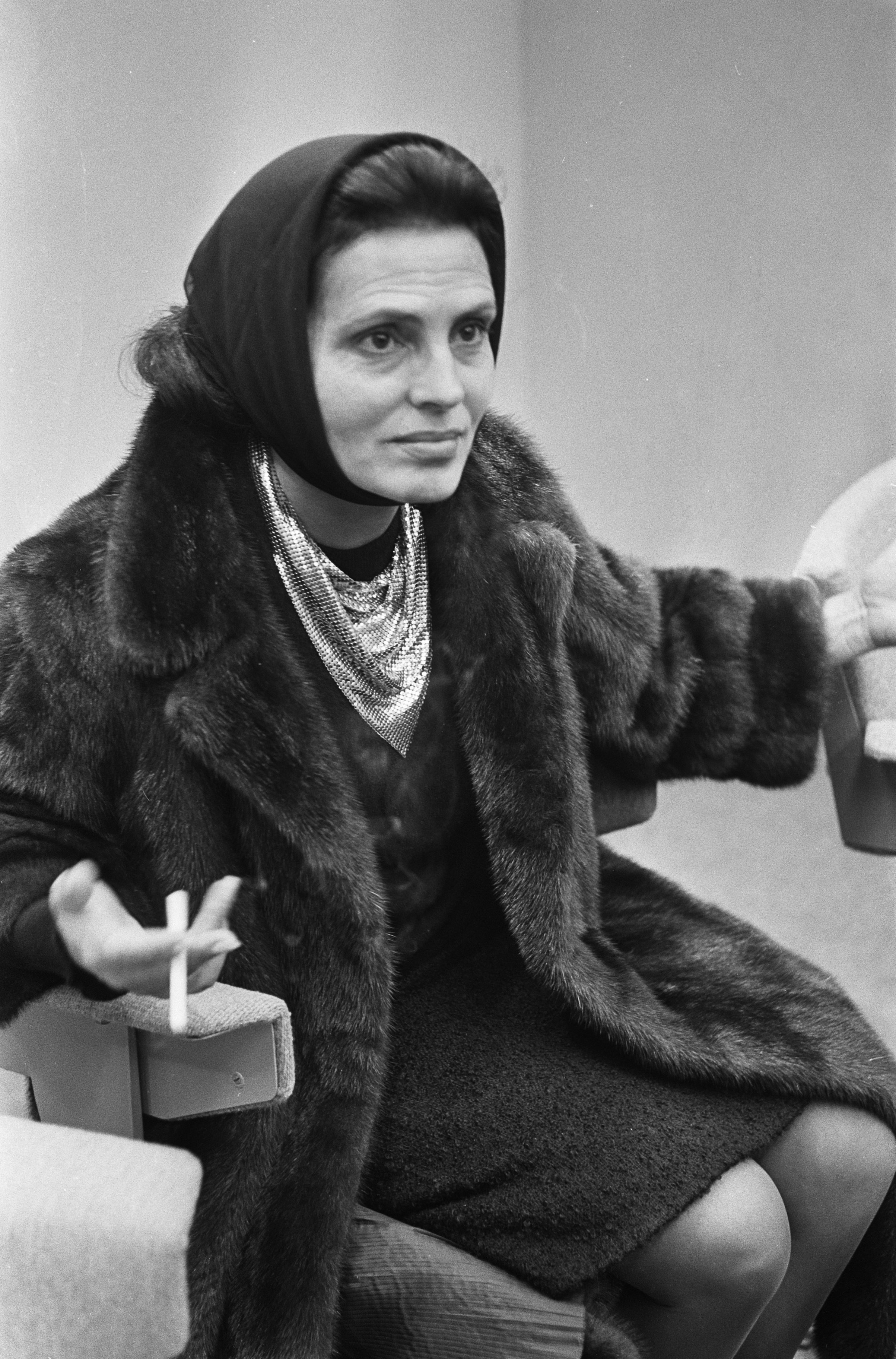
Fadozangeres Amália Rodrigues (1920-1999)

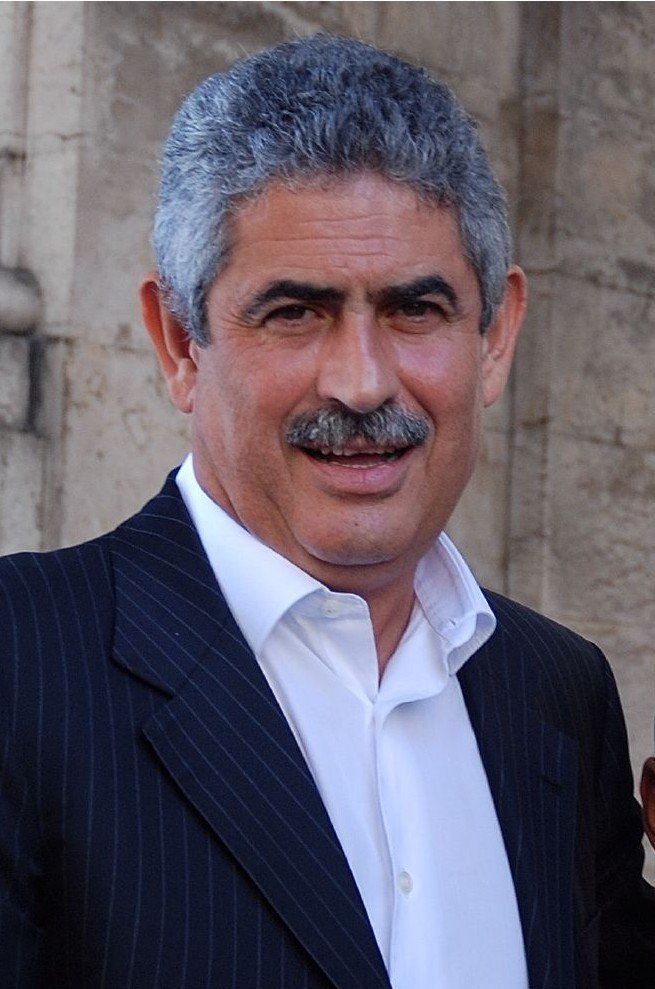
Zakenman Luís Filipe Vieira (1949)

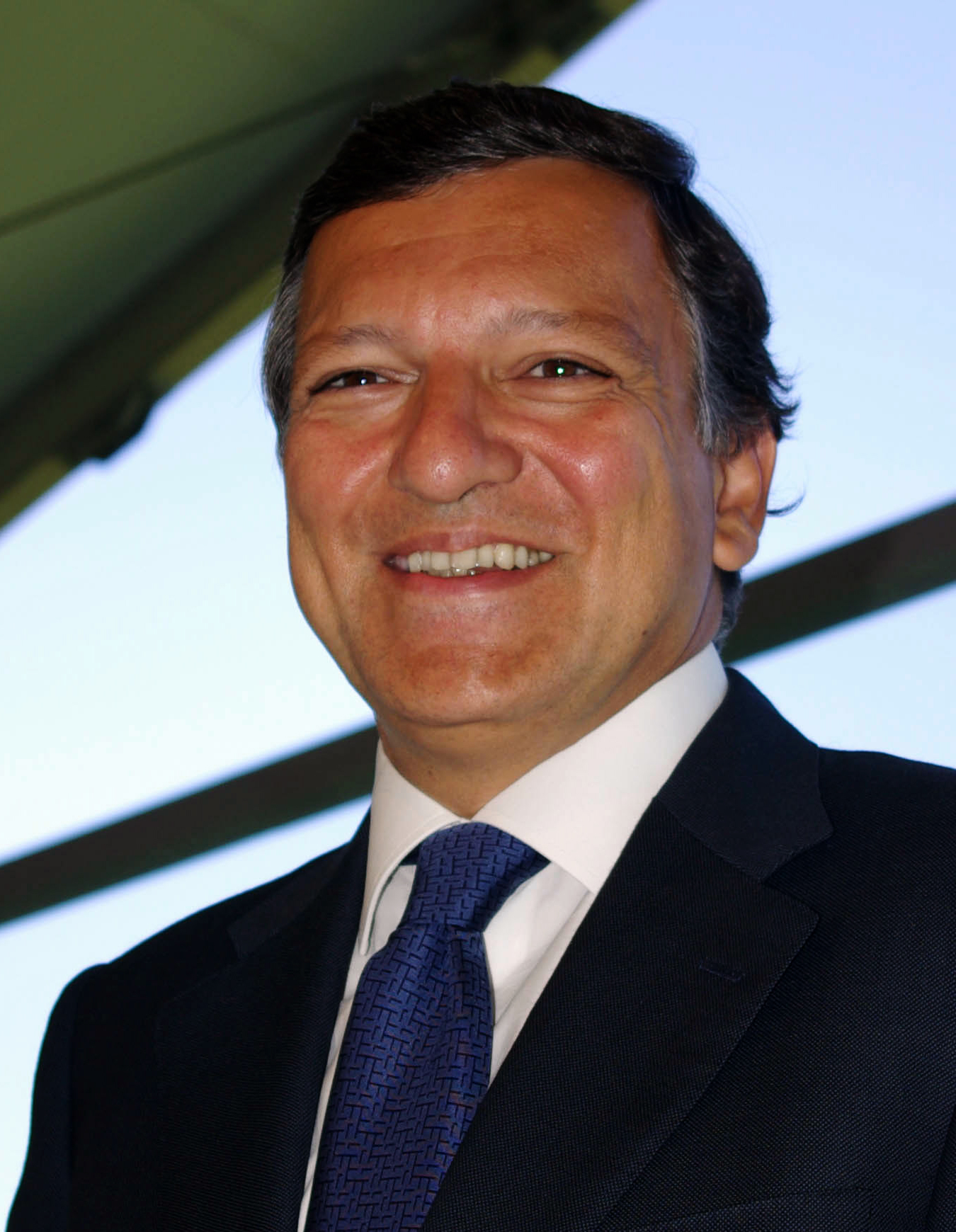
Politicus José Manuel Barroso (1956)

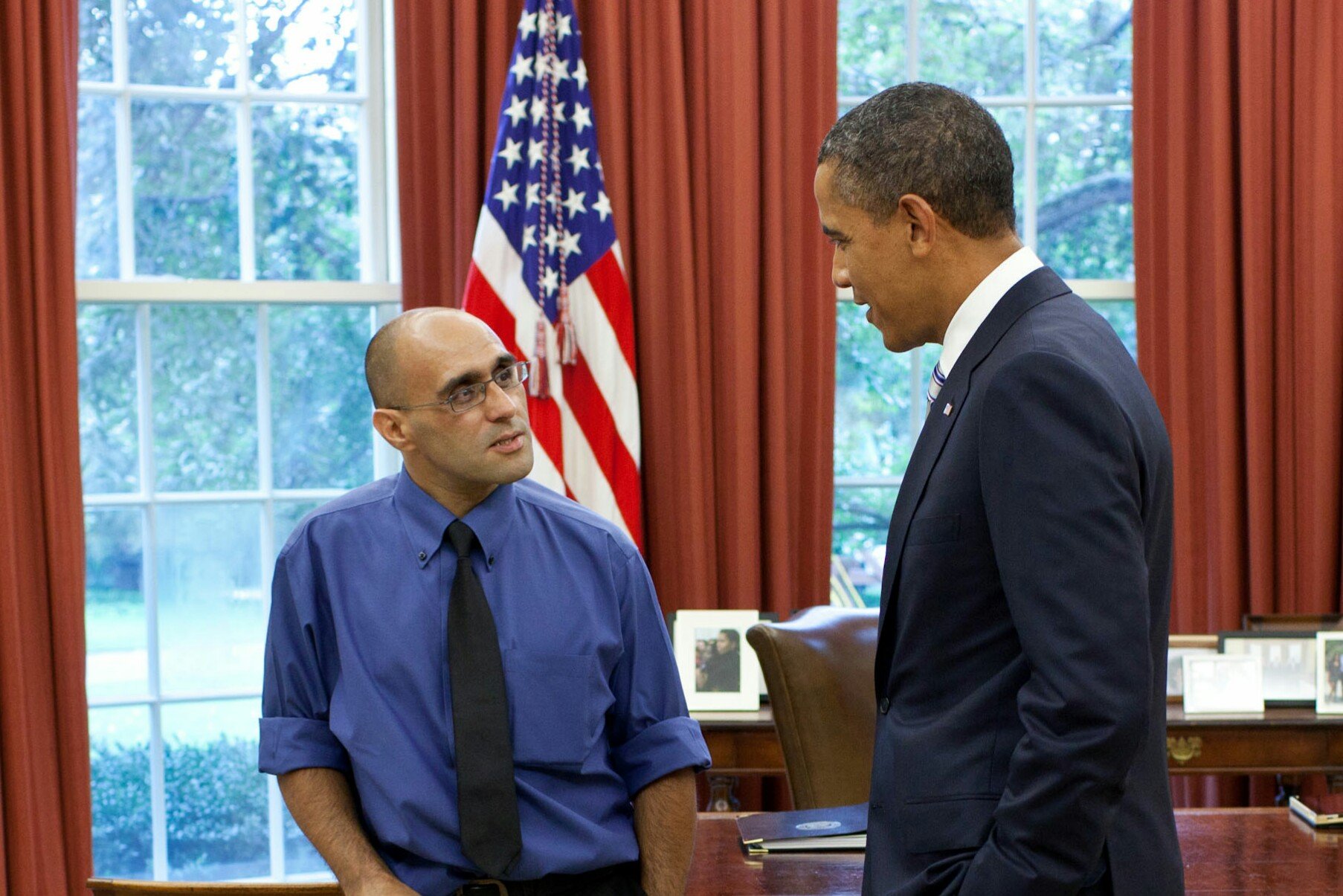
Links fotograaf en schrijver João Silva (1966) met rechts Barack Obama

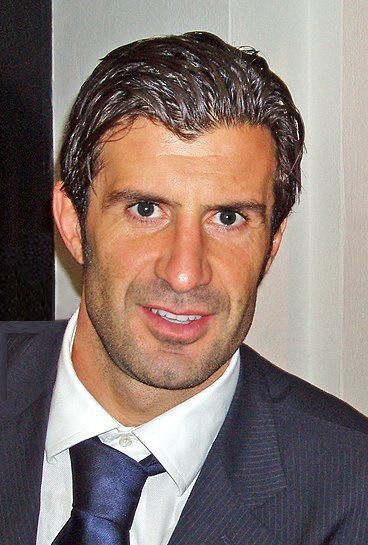
Voetballer Luís Figo (1972)

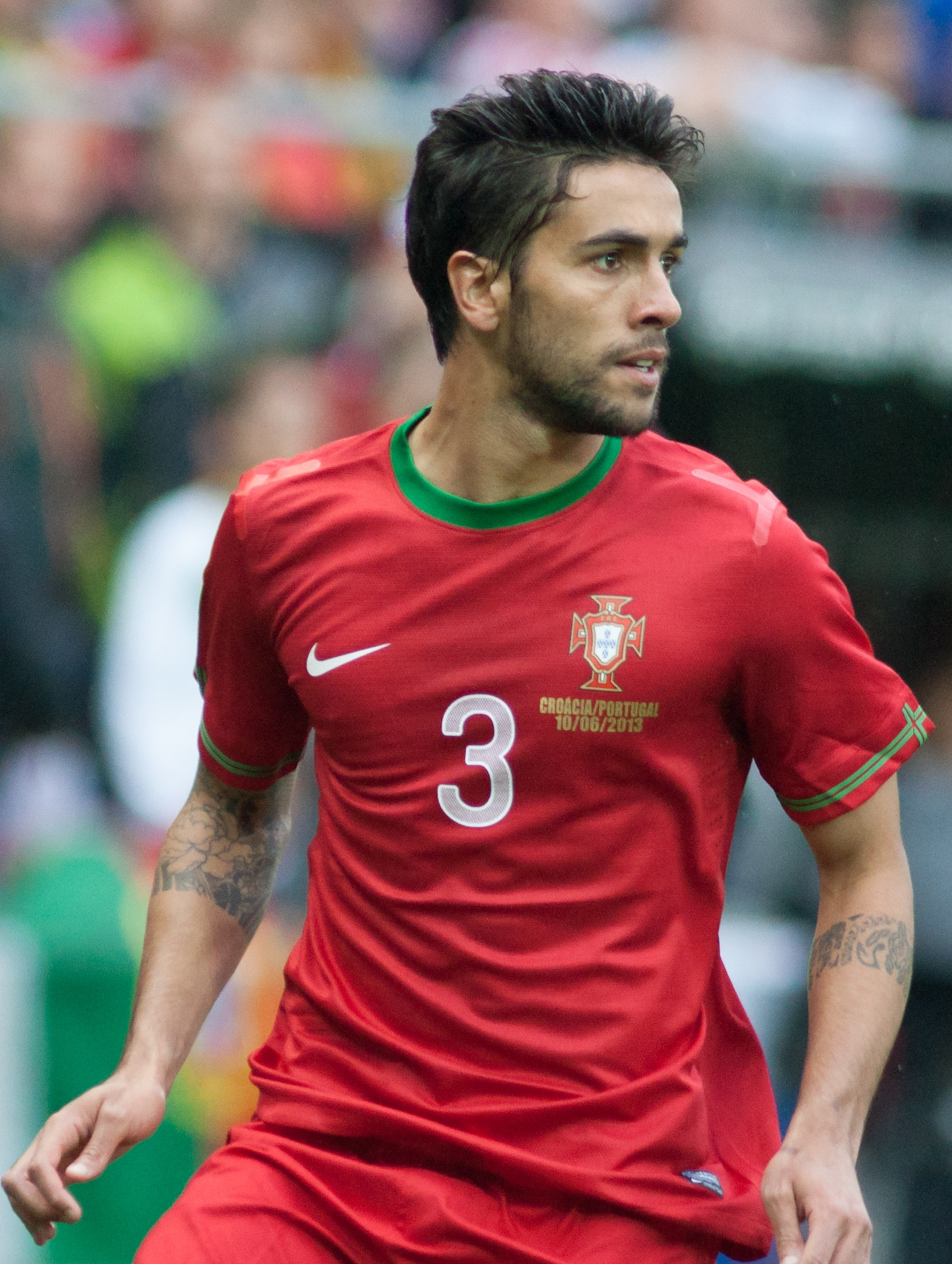
Voetballer Sílvio (1987)

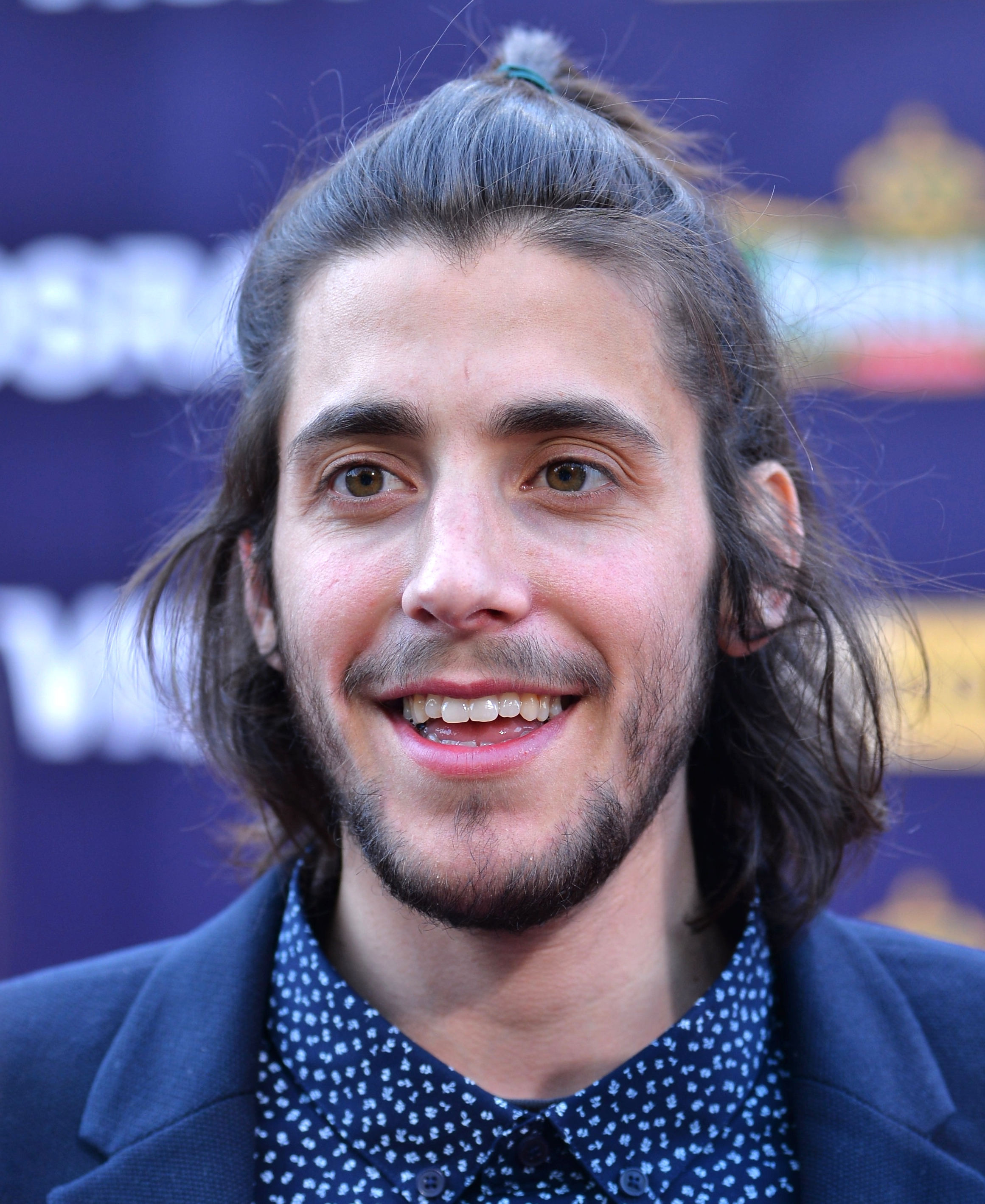
Zanger Salvador Sobral (1989)

## Geboren in Lissabon

### Voor 1500
- Antonius van Padua (1195–1231), kerkleraar en heilige
- Paus Johannes XXI (c. 1215–1277), paus en aartsbisschop
- Dionysius van Portugal (1261–1325), koning
- Alfons IV van Portugal (1291-1357), koning
- Ferdinand I van Portugal (1345-1383), koning
- Johan I van Portugal (1357-1433), koning
- Peter van Portugal (1392-1449), hertog van Coimbra
- Jitschak Abarbanel (1437-1508), Spaans-Portugees rabbijn, filosoof, staatsman en econoom
- Francisco de Almeida (c. 1450-1510), militair, ontdekkingsreiziger en staatsman
- Johan II van Portugal (1455-1495), koning

### 1500-1599
- Johan III van Portugal (1502-1557), koning
- Isabella van Portugal (1503-1539), koningin van Spanje
- Beatrix van Portugal (1504-1538), prinses
- Gracia Mendes Nasi (1510-1569), Portugees-Joods onderneemster
- Hendrik van Portugal (1512-1580), koning
- Eduard van Guimarães (1515-1540), prins
- Francisco de Holanda (1517-1585), humanist, schilder, essayist, architect en historicus
- Luís de Camões (1524-1580), dichter
- Anton I van Portugal (1531-1595), prins
- Diogo de Couto (c. 1542-1616), historicus
- Antonio de Santo Estevão (1548-1608), bisschop
- Sebastiaan van Portugal (1554-1578), koning

### 1600-1699
- António Vieira (1608-1697), missionaris, theoloog, schrijver en historicus
- Alfons VI van Portugal (1643-1683), koning
- Johannes de Britto (1647-1693), missionaris, martelaar en heilige
- Peter II van Portugal (1648-1708), koning
- Johan V van Portugal (1689-1750), koning
- Frans Xavier van Portugal (1691-1742), prins
- Anton Frans van Portugal (1695-1757), prins
- Emmanuel Jozef van Portugal (1697-1766), prins
- Sebastião de Melo (1699-1782), staatsman

### 1700-1799
- Maria Barbara van Portugal (1711-1758), koningin van Spanje
- Jozef I van Portugal (1714-1777), koning
- João de Loureiro (1717-1792), missionaris, paleontoloog, arts en botanicus
- Peter III van Portugal (1717-1786), koning
- Maria I van Portugal (1734-1816), koningin
- Mariana Francisca van Portugal (1736-1813), prinses
- Maria Dorothea van Portugal (1739-1771), prinses
- Jan Gildemeester Jansz. (1744-1799), Nederlands kunstverzamelaar
- Benedicta van Portugal (1746-1829), prinses
- Marcos Portugal (1762-1830), operacomponist
- Johan VI van Portugal (1767-1826), koning
- Karl Robert von Nesselrode (1780-1862), Russisch diplomaat en staatsman
- José da Gama Carneiro e Sousa (1788-1849), militair en politicus
- José Jorge Loureiro (1791-1860), militair en politicus
- James Ellsworth De Kay (1792-1851), Amerikaans zoöloog
- António José Severim de Noronha (1792-1860), militair en politicus
- Maria Theresia van Portugal (1793-1874), prinses
- António Paulino Limpo de Abreu (1798-1883), premier van Brazilië

### 1800-1849
- Michaël I van Portugal (1802-1866), koning
- Nuno José Severo de Mendoça Rolim de Moura Barreto (1804-1875), politicus
- João Crisóstomo de Abreu e Sousa (1811-1895), militair en politicus
- Anselmo José Braamcamp (1819-1885), politicus
- António Maria de Fontes Pereira de Melo (1819-1887), militair en politicus
- Maria Severa Onofriana (1820-1846), fadozangeres
- Camilo Castelo Branco (1825-1890), schrijver
- Peter V van Portugal (1837-1861), koning
- Lodewijk I van Portugal  (1838-1889), koning
- Francisco da Veiga Beirão (1841-1916), politicus
- Johan Maria van Portugal (1842-1861), prins
- Francisco Joaquim Ferreira do Amaral (1843-1923), militair en politicus
- Maria Anna van Portugal (1843-1884), prinses
- Antonia Maria van Portugal (1845-1913), prinses
- Ferdinand Maria van Portugal (1846-1861), prins

### 1850-1899
- Maria das Neves van Portugal (1852-1941), prinses
- Francisco d'Andrade (1859-1921), operazanger
- João do Canto e Castro (1862-1934), militair en politicus
- Manuel de Oliveira Gomes da Costa (1863-1929), militair en politicus
- Karel I van Portugal (1863-1908), koning
- Alfredo de Sá Cardoso (1864-1950), militair en politicus
- Augusto de Vasconcelos (1867-1951), arts, diplomaat en politicus
- António Óscar Carmona (1869-1951), militair en politicus
- Artur Ivens Ferraz (1870-1933), militair en politicus
- António Maria da Silva (1872-1950), politicus
- Domingos da Costa Oliveira (1873-1957), militair en staatsman
- Marie Brockmann-Jerosch (1877-1952), Zwitserse botaniste
- Liberato Pinto (1880-1949), militair en politicus
- Lodewijk Filips van Portugal (1887-1908), prins
- Fernando Pessoa (1888-1935), dichter en schrijver
- Emanuel II van Portugal (1889-1932), koning
- Luís de Freitas Branco (1890-1955), componist
- Alfredo Duarte Marceneiro (1891-1982), fadozanger
- Francisco Craveiro Lopes (1894-1964), militair en politicus
- Américo Thomaz (1894-1987), admiraal en politicus

### 1900-1919
- Marcello Caetano (1906-1980), politicus
- Maria Pia van Saksen-Coburg-Gotha en Bragança (1907-1995), hertogin
- Maria Helena Vieira da Silva (1908-1992), Portugees-Frans kunstschilderes
- Manuel Marques (1912-1987), voetballer

### 1920-1929
- Amália Rodrigues (1920-1999), fadozangeres
- Vasco Gonçalves (1921-2005), militair en premier van Portugal (1974-1975)
- Matilde Rosa Lopes de Araújo (1921-2010), schrijfster
- Mário Soares (1924-2017), premier (1976-1978,1983-1985) en president van Portugal (1986-1996)
- Maria de Lourdes Martins (1926-2009), componiste, muziekpedagoge en pianiste
- David Mourão-Ferreira (1927-1996), schrijver en dichter
- Raul Solnado (1929-2009), acteur en komiek

### 1930-1939
- Duarte de Almeida (1935-2009), acteur en schrijver
- Paula Rego (1935-2022), Portugees-Brits kunstschilderes
- Francisco Pinto Balsemão (1937), journalist, bedrijfsleider en premier van Portugal (1981-1983)
- Simone de Oliveira (1938), zangeres
- Carlos do Carmo (1939-2021), zanger
- Madalena Iglésias (1939-2018), zangeres en actrice
- José Morais e Castro (1939-2009), acteur, regisseur en politicus
- Jorge Sampaio (1939-2021), politicus; president van Portugal (1996-2006)

### 1940-1949
- António Lobo Antunes (1942), schrijver
- Vítor Constâncio (1943), econoom en politicus
- Antonio Damasio (1944), neuroloog en schrijver
- Maria João Pires (1944), pianiste
- João de Deus Pinheiro (1945), politicus
- Paulo de Carvalho (1947), zanger
- Carlos Mendes (1947), zanger, componist en acteur
- Marcelo Rebelo de Sousa (1948), president van Portugal (2016-heden)
- António Guterres (1949), premier van Portugal (1995-2002) en secretaris-generaal van de Verenigde Naties (2016-heden)
- Luís Filipe Vieira (1949), zakenman

### 1950-1959
- Pedro Caldeira Cabral (1950), componist en gitarist
- José Manuel Rodrigues (1951), Portugees-Nederlands beeldend kunstenaar en fotograaf
- Paleka (1954), jazzdrummer en percussionist
- Fernando Santos (1954), voetballer en voetbalcoach
- José Manuel Barroso (1956), premier van Portugal (2002-2004) en voorzitter van de Europese Commissie (2004-2014)
- Pedro Santana Lopes (1956), premier van Portugal (2004-2005)
- Jorge Fernando (1957), fadozanger en -gitarist
- António Vitorino (1957), politicus
- Paula Patricio (1958), Portugees-Nederlands presentatrice

### 1960-1969
- Rui Águas (1960), voetballer
- Maria de Fátima (1961), fadozangeres
- Pedro Romeiras (1961), balletdanser en choreograaf
- José Couceiro (1962), voetballer en voetbalcoach
- Joaquim Gomes (1965), wielrenner
- João Silva (1966), fotograaf en schrijver
- Tó Cruz (1967), zanger
- João Cunha e Silva (1967), tennisser
- Rita Guerra (1967), zangeres
- Paulo Bento (1969), voetballer en voetbalcoach
- Manuel Liberato (1969), wielrenner

### 1970-1979
- Dennis Ferrer (1970), dj en muziekproducent
- Vitor-Manuel Gamito (1970), wielrenner
- Patrick Mille (1970), Frans-Portugees acteur
- Pedro Proença (1970), voetbalscheidsrechter
- João Pedro Pais (1971), singer-songwriter
- Rui Costa (1972), voetballer
- Luís Figo (1972), voetballer
- Rui Tavares (1972), schrijver, geschiedkundige en politicus
- João Capela (1974), voetbalscheidsrechter
- Costinha (1974), voetballer
- José de Sousa (1974), darter
- Mafalda Arnauth (1974), zangeres
- Nuno Valente (1974), voetballer
- André Couto (1976), autocoureur
- Daniel da Cruz Carvalho (1976), voetballer
- Rui Sousa (1976), wielrenner
- Luís Boa Morte (1977), voetballer
- Arlindo Gomes Semedo (1977), voetballer
- Maniche (1977), voetballer
- Marco Silva (1977), voetballer en voetbalcoach
- Jorge Andrade (1978), voetballer
- Bruno Basto (1978), voetballer
- João Ferreir (1978), bioloog en politicus
- Nuno Lopes (1978), acteur
- Sara Tavares (1978-2023), Portugees-Kaapverdiaans zangeres
- Helder Rodrigues (1979), motorcrosser

### 1980-1989
- César Campaniço (1980), autocoureur
- Miguel (1980), voetballer
- Jorge Ribeiro (1981), voetballer
- Ricardo Ribeiro (1981), zanger
- Carmen Souza (1981), zangeres
- Beto (1982), voetballer
- Manú (1982), voetballer
- Miguel Freitas (1984), autocoureur
- João Pedro da Silva Pereira (1984), voetballer
- Rúben Amorim (1985), voetballer
- Frederico Gil (1985), tennisser
- José Gonçalves (1985), Zwitsers-Portugees voetballer
- João Urbano (1985), autocoureur
- Manuel Fernandes (1986), voetballer
- Miguel Lopes (1986), voetballer
- Jorge Teixeira (1986), voetballer
- Ricardo Vaz Tê (1986), voetballer
- Sílvio (1987), voetballer
- Guilherme Rodrigues (1988), jazzcellist en -trompettist
- João Carlos Reis Graça (1989), voetballer
- Conan Osíris (1989), zanger
- Armando Parente (1989), autocoureur
- Salvador Sobral (1989), zanger en winnaar van het Eurovisiesongfestival 2017

### 1990-2000
- Elson do Rosario Almeida (1990), Nederlands-Kaapverdisch voetballer
- André Almeida (1990), voetballer
- Diogo Viana (1990), voetballer
- António Félix da Costa (1991), autocoureur
- Hernâni (1991), voetballer
- Miguel Herlein (1993), voetballer
- Michelle Larcher de Brito (1993), tennisster
- Ricardo Pereira (1993), voetballer
- Nélson Semedo (1993), voetballer
- Carlos Mané (1994), voetballer
- Bernardo Silva (1994), voetballer
- Bruno Varela (1994), voetballer
- João Palhinha (1995), voetballer
- Hildeberto Pereira (1996), voetballer
- Renato Sanches (1997), voetballer
- Pedro Pereira (1998), voetballer
- Leonardo Da Silva Lopes (1998), voetballer
- João Pedro Neves Filipe (1999), voetballer

### Vanaf 2000
- Gonçalo Borges (2001), voetballer
- Rafael Bobeica (2002), Moldavisch zanger
- Francisca Nazareth (2002), voetbalster
- Tiago Santos (2002), voetballer
- Tiago Tomás (2002), voetballer
- Renato Veiga (2003), voetballer